# Haus Woord

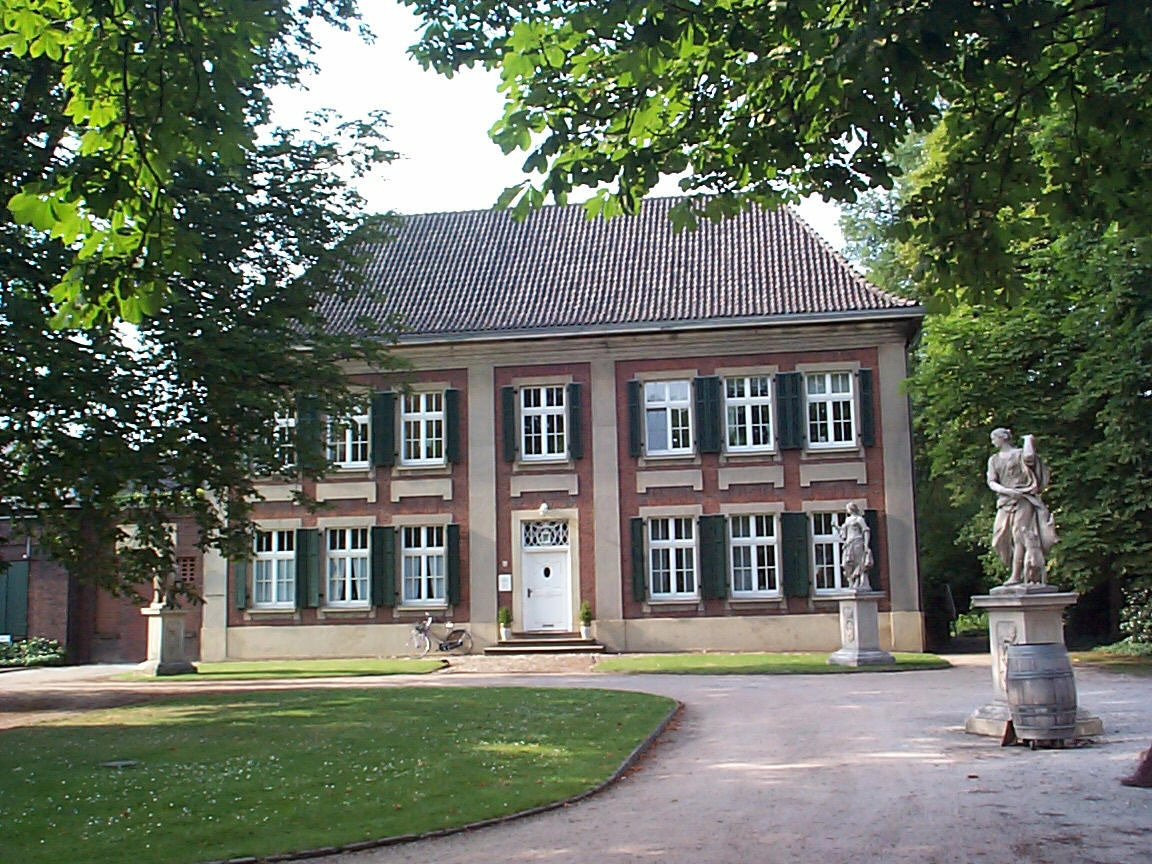
Haus Woord in Bocholt

Das Haus Woord in Bocholt wurde zwischen 1792 und 1795 im klassizistischen Stil von Amtsrentmeister Joseph von Raesfeld (1757–1823) erbaut, dessen Nachfahre Bernhard von Raesfeld es 1827 an den Bocholter Textilfabrikanten Ludwig Schwartz verkaufte. 1830 erwarb Schwartz auch den zu Haus Woord gehörigen Grundbesitz und errichtete dort dampfgetriebene Spinnereien und Webereien.
Vor dem Herrenhaus standen vier Statuen des Münsteraner Bildhauers Johann Mauritz Gröninger, Enkel des Architekten und Bildhauers Gerhard Gröninger, die die Götter Diana, Aurora, Apollo und Merkur darstellen. Sie wurden um 1700 für den Schlossgarten von Ahaus angefertigt und gelangten 1986 durch Ankauf wieder dorthin zurück. Seither befinden sich vor Haus Woord Kopien der Standbilder.
Heute ist von dem gesamten Areal nur noch ein kleiner Platz vor Haus Woord geblieben, auf dem früheren Firmengelände der Familie Schwartz befinden sich Geschäfte, Wohnhäuser und die Christuskirche. An die Firmengeschichte erinnert die Schwartzstraße, die zwischen Haus Woord und der Kirche verläuft. Die Remisen des Herrenhauses werden zurzeit als Ladenlokale genutzt.
Während des Zweiten Weltkriegs wurde das Haus bis auf die Außenmauern zerstört und in den Jahren bis 1949 im ursprünglichen Stil wieder aufgebaut. Es steht unter Denkmalschutz. Heute befinden sich dort Privatwohnungen und eine Rechtsanwaltskanzlei.
Einige der fast hundertjährigen Rosskastanien, die eine Achse zwischen dem Herrenhaus und den Remisen zu beiden Seiten bilden, sind von Miniermotten befallen und werden seit 2007 durch Silberlinden ersetzt. Gleichzeitig sollen die Fundamente der Remisen restauriert werden. Die Neugestaltung des Innenhofes wird von der Familie Schwartz in Abstimmung mit dem Westfälischen Amt für Denkmalpflege Münster, der unteren Denkmalbehörde in Bocholt und dem Grünflächenamt der Stadt Bocholt durchgeführt.